# Кербунарі (Марамуреш)
Кербунарі (рум. Cărbunari) — село у повіті Марамуреш в Румунії. Входить до складу комуни Думбревіца.
Село розташоване на відстані 396 км на північний захід від Бухареста, 11 км на південний схід від Бая-Маре, 88 км на північ від Клуж-Напоки.

## Населення
За даними перепису населення 2002 року у селі проживали 606 осіб. Усі жителі села рідною мовою назвали румунську.
Національний склад населення села:
| Національність | Кількість осіб | Відсоток |
| -------------- | -------------- | -------- |
| румуни         | 595            | 98,2%    |
| цигани         | 11             | 1,8%     |